# Eichgrabener Pfaffenbach
Der Eichgrabener Pfaffenbach ist ein linksseitiger Zufluss der Lausitzer Neiße mit einer Länge von ca. 4,5 km in Zittau im Landkreis Görlitz.

## Beschreibung
Der Bach entspringt am nördlichen Fuße des Töpfers in der Gemarkung Oybin im Zittauer Gebirge, seine Quelle befindet sich zwischen den Orten Olbersdorf-Oberdorf und Eichgraben am Niederen Geldsteinweg im Zittauer Stadtforst. Auf seinem Oberlauf fließt der Pfaffenbach mit nordöstlicher Richtung durch den Wald bis an den westlichen Ortsrand von Eichgraben, wo er das Zittauer Becken erreicht.
Sein Mittellauf führt westlich der Lückendorfer Straße durch das Eichgrabener Feuchtgebiet, eine breite Senke zwischen dem Butterhübel und der Roten Höhe, in der dem Bach zahlreiche namenlose Rinnsale zufließen. Dort wird der Bach vom Lottersteig überquert. Nordwestlich des Tonberges speist der Eichgrabener Pfaffenbach über einen rechtsseitig abzweigenden Graben die Eichgrabener Teiche. Der Bach entspricht auf diesem Abschnitt dem FFH-Lebensraumtyp eines Fließgewässers mit Unterwasservegetation. Teilweise befinden sich hier Flachland-Mähwiesen sowie an zwei Stellen ein Erlen-Eschen-Weichholzauwald mit einem hohen Traubenkirschenanteil.
Auf seinem weiteren Lauf wird der Bach am südlichen Stadtrand von Zittau vom Niederviebig und der Gerhart-Hauptmann-Straße (Staatsstraße 132) überbrückt. Der Unterlauf des Eichgrabener Pfaffenbaches führt durch die Kleingartenanlage „Sonnenhain“ und unter dem Hartauer Dammweg hindurch. Der Bach mündet in Zittau südlich des Gewerbegebietes Gerhart-Hauptmann-Straße an der deutsch-polnischen Grenze in die Lausitzer Neiße.

## Eichgrabener Feuchtgebiet
Das vom Lottersteig und weiteren Wegen durchzogene Eichgrabener Feuchtgebiet ist ein überwiegend offenes, 150 ha großes Grünlandgebiet mit staunässe- und grundwasserbeeinflussten Böden, das als FFH-Gebiet ausgewiesen ist. In dem etwa einen Kilometer südlich von Zittau gelegenen Gebiet kommen der Fischotter, das Große Mausohr, der Große Abendsegler und die Wasserfledermaus vor. Im oberen Teil des Feuchtgebietes befinden sich mehrere kleinere Stillgewässer. Den unteren Teil bilden die Eichgrabener Teiche.

## Eichgrabener Teiche
Das gesamte Eichgrabener Feuchtgebiet wurde früher teichwirtschaftlich genutzt. Anhand der Meilenblätter bestanden zu Beginn des 19. Jahrhunderts hier mit dem Großen Teich, Heideteich, Steinteich, Stöckelteich, Laichteich, Casparteich, Großen Grasteich und Henkerteich acht Teiche, zwei weitere Teichstätten, der Eichelpfütze und der Kleine Grasteich lagen wüst. Weiter nordöstlich befand sich am Rapsbrückel der Gabler Straße vor der Mündung in die damals noch unregulierte Neiße mit dem Rindfleischteich ein weiterer größerer Teich.
Zum Ende des 19. Jahrhunderts waren alle Teiche am Pfaffenbach trockengelegt. Der Casparteich, der Große Grasteich und der Henkerteich an den Scharfrichteräckern wurden in der ersten Hälfte des 20. Jahrhunderts wieder angestaut. Zu DDR-Zeiten wurden die drei Teiche intensiv fischwirtschaftlich genutzt. Die verschiedenen Biotope um die Teiche sind für ihren Vogelreichtum bekannt. Durch das Ablassen während des Winters und das periodische Abbrennen der Schilfsäume wurde die Ausbreitung wassergebundener oder die Verlandungsbereiche bewohnender Vogelarten beeinträchtigt. Zu Beginn der 1990er wurden die der Stadt Zittau gehörigen Teiche einschließlich des Umlandes durch die Regionalgruppe Zittau des NABU gepachtet. Die Bewirtschaftung der Fischerei erfolgt seit dem durch den Zittauer Sportfischerverein e. V. An den Teichen können 140 Vogelarten, 15 Fischarten, Muscheln, Schnecken und Insekten, Amphibien, zahlreiche Säugetierarten sowie geschützte Pflanzen nachgewiesen werden. Der Henkerteich ist als Flächennaturdenkmal geschützt.